# Lauritzenia punctata
Lauritzenia punctata är en kvalsterart som först beskrevs av Lee 1993.  Lauritzenia punctata ingår i släktet Lauritzenia och familjen Haplozetidae. Inga underarter finns listade i Catalogue of Life.